# 化物之繪
『化物之繪』（ばけもののえ）は、『化物尽繪』（ばけものづくしえ）とも呼ばれる、日本の民話に登場する35体の化物を描いた江戸時代の絵巻物である。化物は紙に鮮やかな顔料で手描きされ金色の顔料で強調されており、それぞれに墨で名前が手書きされている。巻物には他に何も書かれておらず、奥付もなく、作者の署名や印もない。

## 来歴
『化物之繪』は、米国ユタ州プロボにあるブリガム・ヤング大学ハロルド・B・リー図書館のL・トム・ペリー特別コレクションに所蔵されており、日本の貴重書・写本に関するハリー・F・ブルーニング・コレクションの一部である。ハリー・F・ブルーニング（1886-1975）がチャールズ・E・タトル（1915-1993）から手に入れたと考えられている。『化物之繪』は17世紀末から18世紀初頭に制作されたと考えられている。一部を除いて、描かれている化物のほとんどは、江戸時代の他の絵巻物や書物にも見られるものである。

## 学術的関心

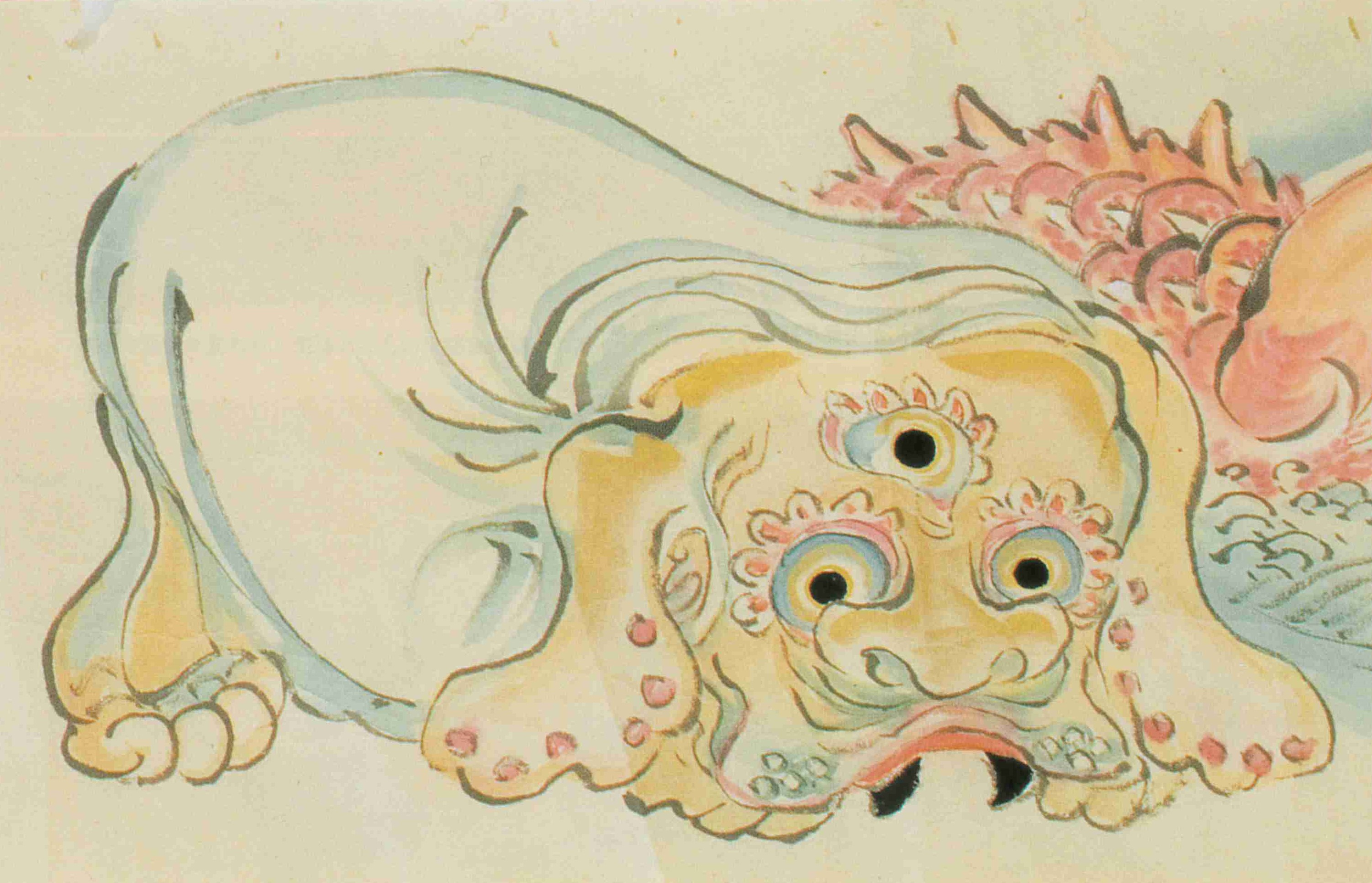
湯本豪一コレクション所蔵の狩野洞琳由信（かのうとうりんよしのぶ）が描いた1802年の巻物でのぬりかべ。

2007年、川崎市市民ミュージアムの学芸員であった湯本豪一にデジタル画像が提供され、日本の学者や有名な漫画家である水木しげる（1922-2015）から、この巻物は注目を集めた。湯本は、ブリガムヤング大の巻物の中に「ぬりかべ」と明記された三つ目の化物の絵があり、それが湯本が所有していた巻物の中の同じ化物を描いた名前のない絵と一致したことに驚いた。この「ぬりかべ」像は、後に日本で学術的な論争に発展した。

## 化物の一覧表
以下は、『化物之繪』に登場する化物の一覧表とその解説である。
1. 1 2 3  “Bakemono no e.” (英語). search.lib.byu.edu. 2018年12月3日閲覧。
2. ↑  「ゲゲゲの「ぬりかべ」、こんな姿？ 江戸期の絵巻に登場」『Asahi Shinbun』2007年8月7日。オリジナルの2016年2月4日時点におけるアーカイブ。
3. 1 2  “Nurikabe ga egakareta nazo no yōkai emaki”. Kwai. 24. Tokyo: Kadokawa Shoten. (February 2008). pp. 12–19. ISBN 9784048839921
4. ↑  Yumoto, Kōichi (2018). Konjaku yōkai taikan: Yumoto Kōichi korekushon. Tokyo: Pie International. pp. 38. ISBN 9784756243379
5. ↑  Yumoto, Kōichi; Katō, Osamu; Kyōgoku, Natsuhiko; Tada, Katsumi; Murakami, Kenji (February 2008). “Tokubetsu zadankai: Futatsu no yōkai emaki kara nurikabe no nazo o saguru”. Kwai. 24. Tokyo: Kadokawa Shoten. pp. 118–123. ISBN 9784048839921
6. ↑  Yumoto, Kōichi (July 2011). “Tachifusagaru nurikabe no nazo”. Kwai. 33. Tokyo: Kadokawa Shoten. pp. 262–265. ISBN 9784048851008
7. ↑  Foster, Michael Dylan (2015). The book of yōkai : mysterious creatures of Japanese folklore. Oakland: University of California Press. pp. 140–141. ISBN 9780520959125. OCLC 893735854